# Damó d'Atenes
Damó d'Atenes (grec antic: Δάμων) fou un atenès encarregat, juntament amb Filògenes, de subministrar vaixells als focis en el moment de la seva emigració cap a Jònia, els quals acabarien per ser els fundadors de Focea. El territori els hauria estat donat pels habitants de la regió, però en qualsevol cas tot l'episodi se situa en un punt de la història més mitològic que no pas històric.